# Eagle Red
Eagle Red – średnio- i drobnoziarnisty czerwono-czarny granit wydobywany w Kotce, w prowincji Finlandia Południowa, w Finlandii. Powstał w proterozoiku.

## Skład mineralogiczny
W skład granitu Eagle Red wchodzą:
- kwarc 43%
- skalenie potasowe (głównie mikroklin) 29,8%
- plagioklaz 18,2%
- biotyt 7,2%
- pozostałe 1,8%

## Cechy fizyczne
- Gęstość objętościowa 2615 kg/m³
- Porowatość 0,58%
- Nasiąkliwość 0,22%
- Wytrzymałość na ściskanie 164 MPa
- Wytrzymałość na zginanie 13,7 MPa

## Zastosowanie
Granit Eagle Red stosuje się w budownictwie (np. jako schody, blaty, elewacje) oraz w sztuce sepulkralnej.